# مكشاف أحادي أكسيد الكربون
كاشف أول أكسيد الكربون أو جهاز الكشف عن ثاني أكسيد الكربون هو جهاز يكشف عن وجود أول أكسيد الكربون (CO) من أجل منع التسمم بغاز أول أكسيد الكربون. وفي أواخر تسعينات القرن الماضي، غيرت معامل اندر رايتر Underwriters Laboratories يو ال (منظمة سلامة)تعريفها لكاشف المحطة الواحدة المزود بجهاز صوت فيه إلى إنذار بأول أكسيد الكربون؛ ووضعت له معايير.

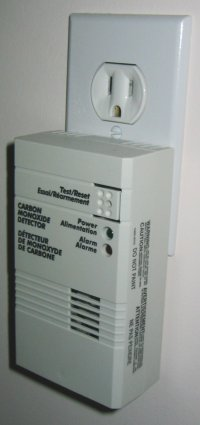
كاشف أول أكسيد الكربون متصل بمنفذ طاقة

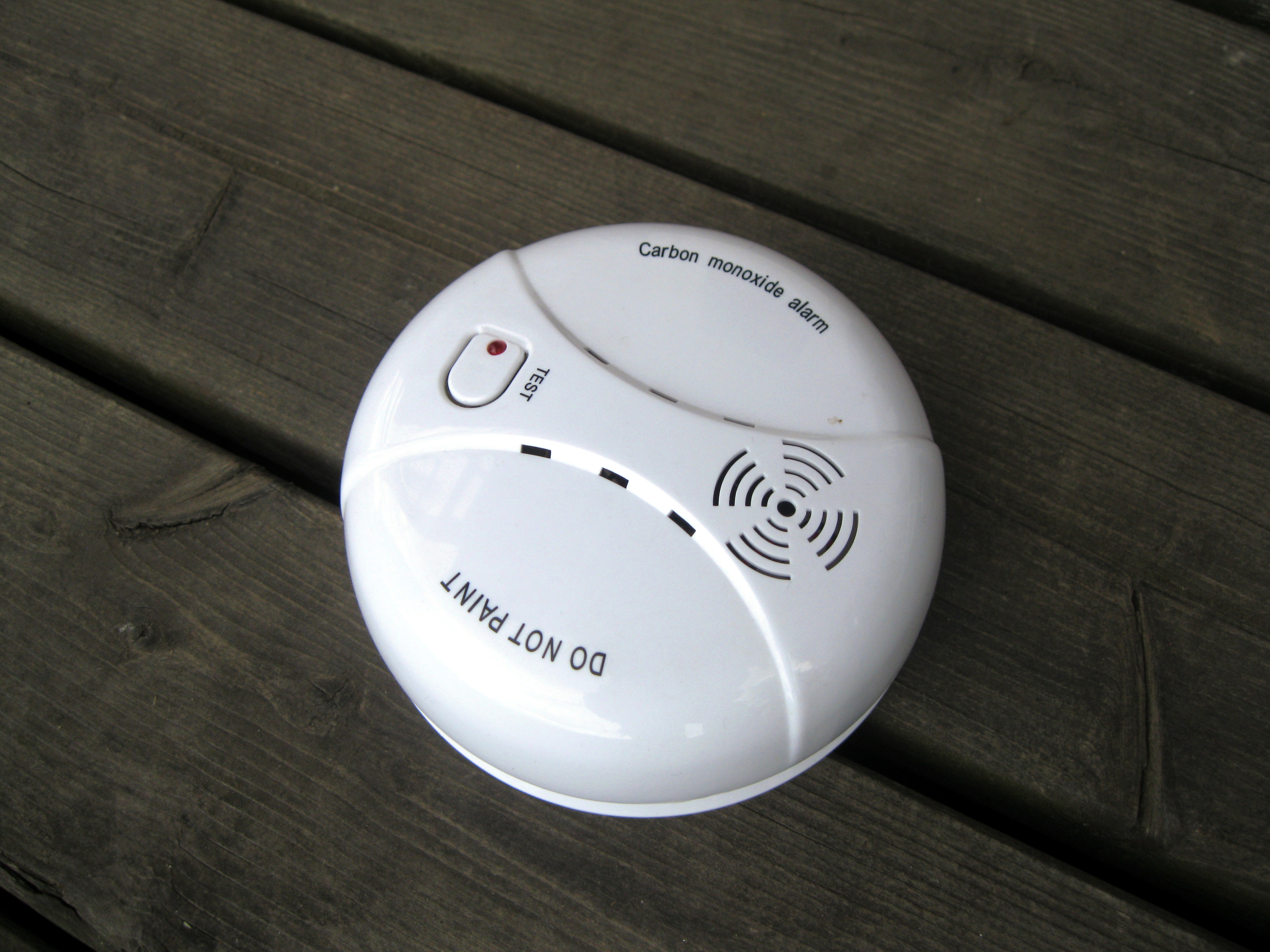
منبه أول أكسيد الكربون

## أنواع من مكشافات أول أكسيد الكربون
ينقسم إلى ثلاثة أنواع من مكشافات أول أكسيد الكربون، وهي: المحاكي الحيوي، وشبه الموصل، والكهروكيميائي.
- المحاكي الحيوي يحتوي على مصدر للضوء يسطع عبر قرص معالج كيميائيًا يسمى الخلية الهلامية.

تمتص الخلية أول أكسيد الكربون الذي يؤدي إلى تعتيمها، وعندما تبلغ الخلية درجة من التعتيم يتعذر معها مرور الضوء عبرها، يتم إطلاق الإنذار.
- في حالة المكشافات شبه الموصلة والكهروكيميائية، تراقب شريحة كومبيوتر سريان التيار الكهربائي عبر مادة ما. تكون هذه المادة صلبة في حالة المكشافات شبه الموصلة، وسائلة في حالة المكشافات الكهروكيميائية. وعندما تتفاعل مع أول أكسيد الكربون، تتغير مقاومتها للتيار الكهربائي. وتكشف شريحة الكومبيوتر هذا التغيير وتقوم بإطلاق الإنذار.

بدأت الشركات الصانعة في إنتاج مكشافات أول أكسيد الكربون المنزلية في أوائل التسعينيات من القرن العشرين. وتأتي هذه المكشافات في طرازين، أحدهما يعمل بالبطارية، والثاني يتم توصيله بقابس التيار الكهربائي. ويوصي خبراء السلامة بتركيب مكشاف واحد على الأقل، بالقرب من غرف النوم في كل المنازل.